# 국립항공우주박물관

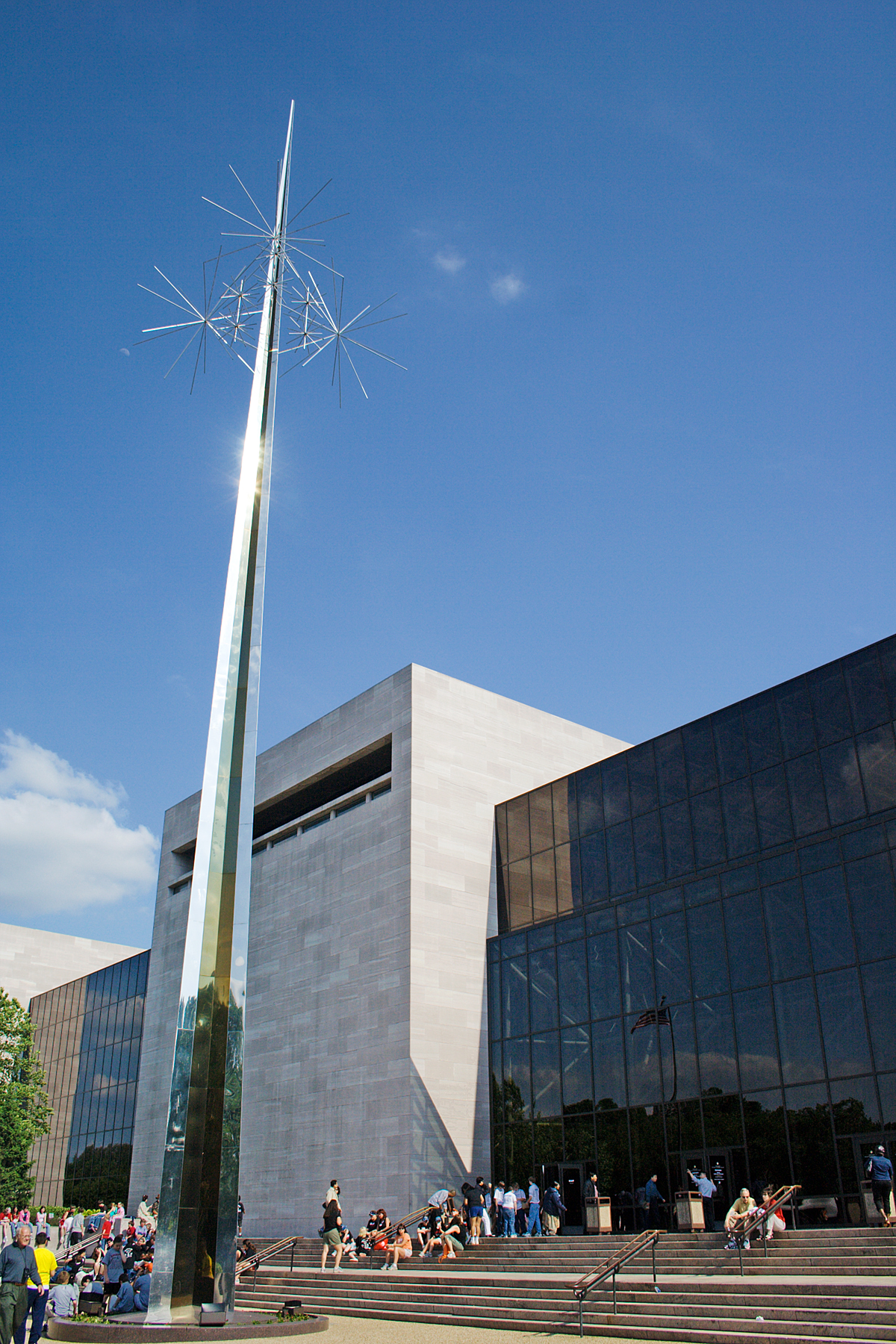
국립항공우주박물관

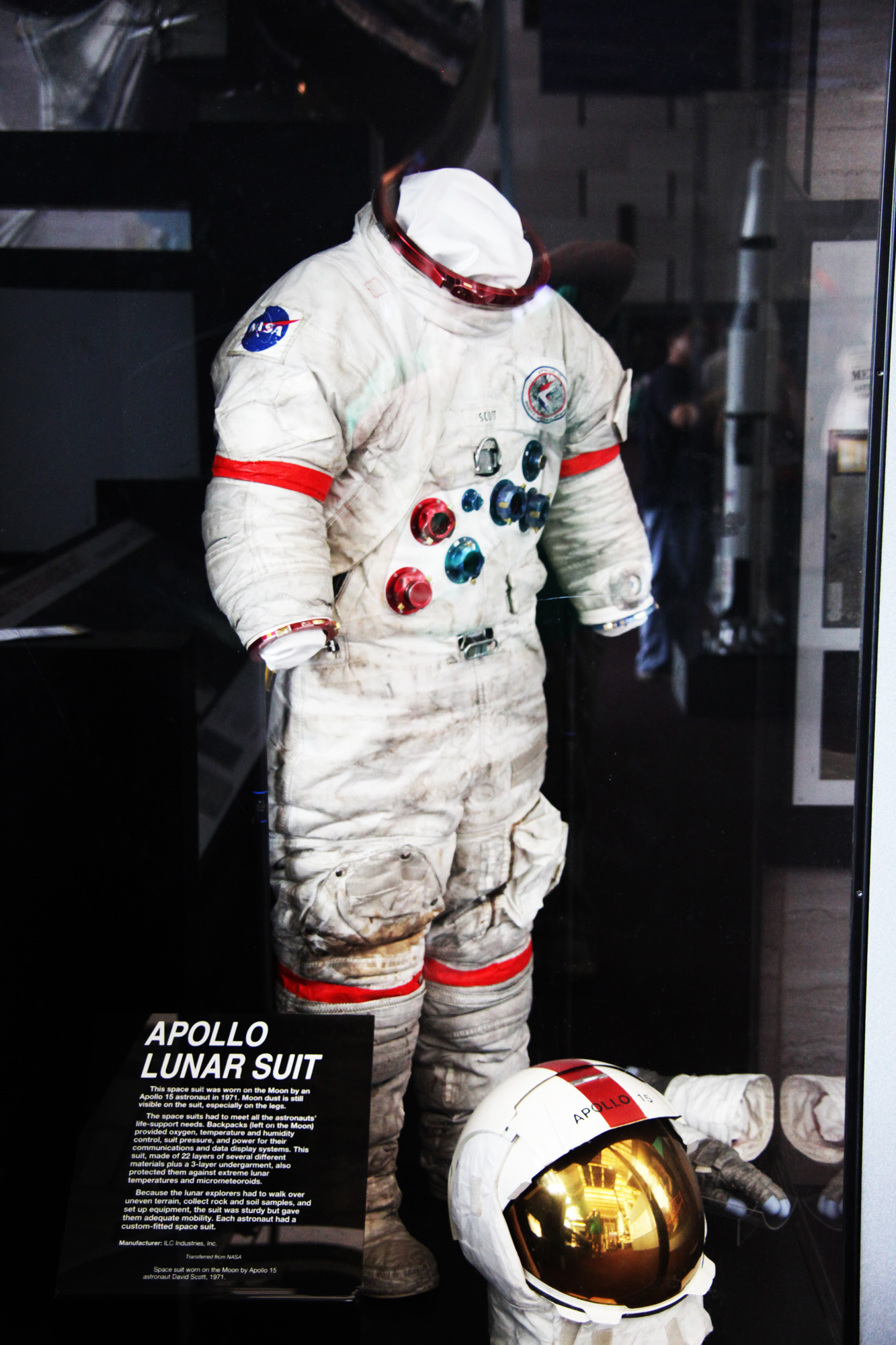
아폴로 15호 승무원들이 사용한 우주복

국립항공우주박물관(國立航空宇宙博物館, National Air and Space Museum, NASM)은 미국 워싱턴 D.C.에 있는 항공기 및 우주선에 관련된 자료를 전시한 박물관이다. 항공기 및 우주선 관계 전시물을 전시하고 있는 박물관 중에서는 세계 최대의 박물관이다.